# Український гідрометеорологічний інститут
Український гідрометеорологічний інститут ДСНС України та НАН України (УкрГМІ) — науково-дослідний інститут, створений 1953 року на базі Київської науково-дослідної геофізичної та Київської науково-дослідної гідрологічної обсерваторій відповідно наказу Головного управління гідрометеорологічної служби при Раді Міністрів СРСР від 25 лютого 1953 р. № 87 на підставі Постанови Ради Міністрів СРСР від 26 листопада 1952 р. № 4995 та Постанови Ради Міністрів Української РСР від 17 грудня 1952 р. № 4113.
У галузі гідрометеорології та базового моніторингу природного середовища УкрГМІ є головною науково-дослідною організацією в Україні. Інститут знаходиться за адресою: місто Київ, проспект Науки, буд. 37.

## Історія
Історія УкрГМІ веде свій відлік з 15 травня 1855 року, коли відбулось офіційне відкриття Київської метеорологічної обсерваторії, яка започаткувала створення систематичних метеорологічних спостережень, їх аналіз і узагальнення (надалі — Київська магнітно-метеорологічна обсерваторія, 1925 р.; Київська науково-дослідна геофізична обсерваторія, 1944 р.). Самостійною державного статусу Український гідрометеорологічний інститут набув у 1953 р.

## Структура
До складу УкрГМІ входять такі наукові відділи та лабораторії:
- Відділ фізики атмосфери
- Відділ кліматичних досліджень та довгострокових прогнозів погоди
- Відділ прикладної метеорології та кліматології
- Відділ гідрологічних досліджень
- Відділ системних гідрометеорологічних досліджень
- Відділ розроблення технічних засобів, метрології та стандартизації
- Відділ гідрохімії
- Відділ моніторингу атмосфери
- Відділ радіаційного моніторингу природного середовища
- Відділ агрометеорологічних досліджень (до листопада 2016 року)
- Богуславська польова гідрометеорологічна база
- Польова експериментальна метеорологічна база (с. Жовтневе Дніпропетровської обл.)
- Науково-дослідний теплохід "Георгій Готовчиць"
- Лабораторія гідроморфологічного моніторингу
- Лабораторія супутникових досліджень
- Лабораторія моніторингу атмосферного повітря
- Лабораторія дослідження впливу кліматичних змін на водні ресурси

До складу інституту входять Морське відділення (м. Севастополь), відділ експериментальних досліджень (м. Дніпро), польова експериментальна метеорологічна база (с. Саксаганське Дніпропетровської області), польова гідрологічна база (м. Богуслав).
Всього в складі УкрНДГМІ працює понад 300 співробітників (110 наукових працівників, 2 професора, 6 докторів наук, 38 кандидатів наук).

## Напрямки діяльності
В галузі гідрометеорології та базового моніторингу природного середовища УкрГМІ є єдиною науково-дослідною організацією в Україні. УкрГМІ виконує науково-дослідні, дослідно-конструкторські та науково-методичні роботи у галузі гідрометеорології, проводить впровадження отриманих результатів у народне господарство.
Основними завданнями УкрГМІ є:
- розвиток гідрометеорологічної науки шляхом виконання фундаментальних та прикладних досліджень у галузі гідрометеорології і базового моніторингу природного середовища;
- здійснення наукового та науково-методичного забезпечення діяльності гідрометеорологічної та інших оперативних служб Міністерства екології та природних ресурсів України;
- координація наукових досліджень по гідрометеорології в Україні.

Основними напрямками наукової діяльності інституту є:
- вивчення закономірностей фізичних процесів, що відбуваються в атмосфері та гідросфері, гідрометеорологічного режиму та агрокліматичних умов, у тому числі небезпечних для господарської діяльності та населення;
- розробка нових та удосконалення існуючих методів метеорологічних, гідрологічних і агрометеорологічних прогнозів та розрахунків і впровадження їх у практику;
- розробка прогнозів небезпечних та стихійних гідрометеорологічних явищ та процесів;
- дослідження клімату України та факторів, що спричиняють його динаміку;
- розробка методів активного впливу на гідрометеорологічні процеси та явища;
- комплексне вивчення впливу гідрометеорологічних умов на забруднення навколишнього середовища, його соціально-екологічних та соціально-економічних наслідків на території України;
- розробка наукових принципів організації та рекомендацій по здійсненню базових спостережень за забрудненням навколишнього природного середовища;
- комплексне вивчення гідрометеорологічного режиму та стану забруднення Чорного та Азовського морів;
- розробка нових і удосконалення існуючих технічних засобів гідрометеорологічних вимірювань;
- науково-методичне забезпечення діяльності державної системи гідрометеорологічних спостережень і прогнозування та базових спостережень за забрудненням природного середовища;
- розробка нормативно-технічного і метрологічного забезпечення та стандартів у галузі гідрометеорології і моніторингу природного середовища.

Інститут бере активну участь у виконанні державних науково-технічних програм та цільових комплексних програм Міністерства екології та природних ресурсів України, проведення досліджень на замовлення Національної академії наук України, Міністерства науки та освіти України. Щорічно виконуються дослідження за 45-50 науковими та дослідно-конструкторськими темами.
Створені наукові школи:
- з проблем активних впливів на хмари,
- чисельного регіонального коротко-, середньо- і короткострокового прогнозування погоди;
- агрометеорологічних прогнозів урожайності;
- моніторингу природного середовища;
- вивчення та ліквідації наслідків аварії на ЧАЕС;
- у галузі морської гідрометеорології та гідрохімії;
- хімії поверхневих вод;
- вивчення природи та прогнозування небезпечних стихійних явищ;
- питань агрокліматології, кліматології, кліматичних ресурсів і т. д.

Щорічно видається фаховий збірник «Наукові праці УкрНДГМІ».